# 5611 (année hébraïque)
5611 (hébreu : ה'תרי"א , abbr. : תרי"א) est une année hébraïque qui a commencé à la veille au soir du 7 septembre 1850 et s'est finie le 26 septembre 1851. Cette année a compté 385 jours. Ce fut une année embolismique dans le cycle métonique, avec deux mois de Adar - Adar I et Adar II. Ce fut la quatrième année depuis la dernière année de chemitta.

## Calendrier
Ce calendrier hébraïque de l'année 5611 donne les correspondances avec les dates du calendrier grégorien.
Le premier nombre dans chaque case correspond au jour du mois hébraïque. Les jours en couleurs sont des jours remarquables juifs .
| ◄◄ | 5611 | ►► |

## Décès
5606 - 5607 - 5608 - 5609 - 5610 - 5611 - 5612 - 5613 - 5614 - 5615 - 5616